# 국무당
국무당(國巫堂)은 고려시대와 조선시대에 국가와 궁중에서 의뢰하는 굿을 담당하던 무당을 말한다. 국무와 국무녀, 궁무, 나랏무당이라고 불리기도 한다.